# Takeyoshi Tanuma

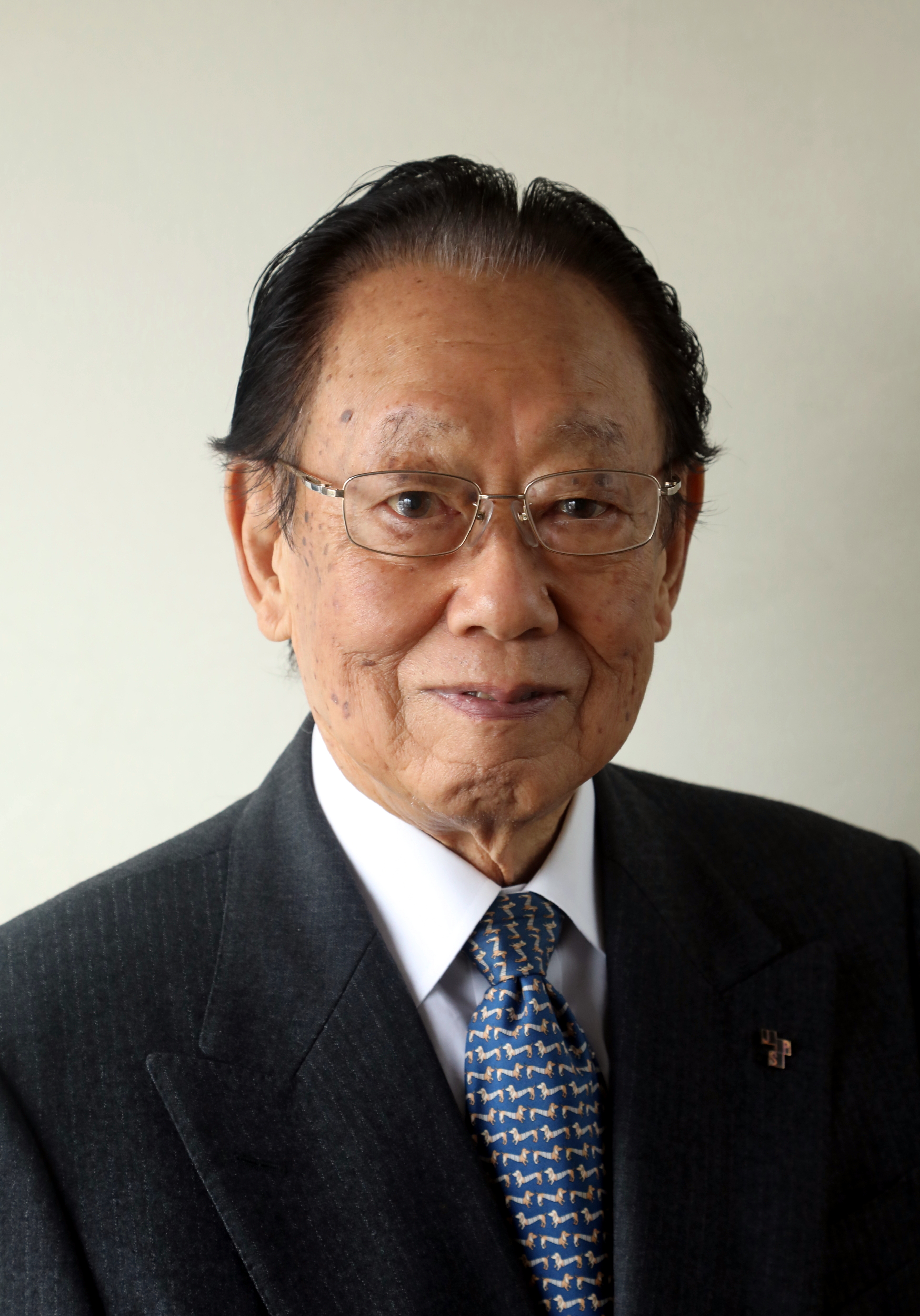
Takeyoshi Tanuma

Takeyoshi Tanuma (japanisch 田沼 武能, Tanuma Takeyoshi; geboren am 18. Februar 1929 in Tokio; gestorben am 1. Juni 2022 ebenda) war ein japanischer Fotograf und Hochschullehrer.

## Leben und Werk
Takeyoshi Tanuma wurde als Sohn eines Besitzers eines Fotogeschäfts geboren, so dass er mit der Fotografie von Jugend auf vertraut war. 1946 machte er seinen Abschluss im Fach Fotografie an der „Tōkyō shashin kōgyō semmon gakkō“ (東京写真工業専門学校) und begann als Fotograf für das Unternehmen „Sun News Photos“ zu arbeiten, wo Natori Yōnosuke einer der Redakteure war. 1959 machte er sich selbstständig.
Ab 1965 begann er, Kinder der ganzen Welt zu fotografieren und bereiste dazu 120 Länder. Kinderfotografie blieb auch danach eines seiner Themen.
1994 wurde er an die „Polytechnische Universität Tōkyō“ als Professor für das Fach Fotografie berufen. Die Universität verabschiedete ihn beim Ende seiner offiziellen Lehrtätigkeit als „Meiyo Kyōju“. Er blieb der Universität weiter lehrend verbunden. Er war der 5. Präsident der „Gesellschaft der Fotografen Japans“ (日本写真家協会, Nihon shashinka kyōkai).
Neben vielen Foto-Auszeichnungen erhielt Tanuma 1988 den 33. Kikuchi-Kan-Preis und 2020 den Sonderpreis des Asahi-Preises. 2003 wurde er als Person mit besonderen kulturellen Verdiensten geehrt und 2019 mit dem Kulturorden ausgezeichnet.